# Briskeby Arena
La Briskeby Arena, precedentemente nota come Briskeby gressbane, è uno stadio di calcio situato a Briskebyen presso Hamar, in Norvegia. È sede della squadra norvegese di prima divisione Hamarkameratene (Ham-Kam) ed è di proprietà del comune di Hamar. La sede dispone di erba sintetica, tre tribune e una capacità di 8.068 spettatori. È stato utilizzato per la finale della Coppa di calcio norvegese del 1938, che ha visto il record di 14.500 spettatori della sede, e ha anche ospitato cinque partite della nazionale norvegese di calcio Under 21 tra il 1984 e il 2011.
I lavori di costruzione iniziarono nel 1934 e l’impianto fu inaugurato il 28 giugno 1936 come prima sede del Briskebyen FL. Nel 1946, il club si fuse con l’Hamar AIL dando vita all’Ham-Kam. La nuova squadra milita nella massima serie dal 1970, pur avendo subito otto retrocessioni, l’ultima delle quali nel 2008. Il record di affluenza casalinga dell’Ham-Kam risale al 1976, con 11.500 spettatori in una partita contro il Lillestrøm. Nel 1984, il club ricostruì la sede con palchi di lusso e costruì una nuova tribuna est da 2.400 posti. Questi investimenti portarono a gravi difficoltà finanziarie, e nel 1993 il comune fu costretto ad acquistare l’impianto per salvare il club. La pianificazione di una nuova sede o di una ristrutturazione iniziò nel 2001; i lavori cominciarono nel 2007 e la prima fase fu completata l’anno successivo. Il costo finale fu di 111 milioni di corone norvegesi, con ampi sforamenti di budget.